# ザッツキューティ
『ザッツ キューティ』（That's QT）は、コーエー（現・コーエーテクモゲームス）が2000年1月27日に発売したプレイステーション用シミュレーションゲーム。ファッション業界を舞台にしている。2008年4月24日にはニンテンドーDS版が発売した。

## ゲームの概要
プレイヤーはストリートを探索し、キーワードやカラーリングを収集（キャッチ）しながら自分の店で新しい服をデザインし販売する。その間、ライバル店との対決などを経てステージごとに設定された課題をクリアする。

## 登場人物

### 店員
たっきー
ステージ1で現れる店員志望の男の子。強制的に雇うことになる。
ボブ

スティーヴ

えいじ

みき

おしず

その子

ふゆみ

キャサリン

### ライバルデザイナー
キョウタロウ
和服系のデザインが多い。遊び好き。
ロリータ
メルヘン系のデザインが多い。ハンバートというクマのぬいぐるみを持っている。
ケイス
サイバー系のデザインが多い。電波系なので会話が成り立たない。
ワンダ
女王様キャラ。過激系のデザインが得意。美少年に弱い。
ファシション大魔王
宇宙人。“征服”と掛け合わせて制服系のデザインが好き。

### ファッションバトル関係者
モリモト
ファッションバトルの司会者。お坊っちゃま風の腹話術人形のような外見をしている。
サワラギ先生
多方面で活躍する芸術家。おやぢ系からギャル系まで幅広く批評する。
テツヲ先生
4歳児とは思えない感性の持ち主。幼稚園活動で忙しい合間をぬって参加している。
キューティ先生
ファッションデザイナー。歯に衣着せぬ批評家としても有名。素晴らしいコーディネートには「ザッツ・キューティ」の声が聞ける。

### その他
うさぎ先生
うさぎの帽子をかぶった謎の人物。ゲームの進め方を教えてくれるガイド。DS版ではQT通信教育を行っている。
とらひこオジさん
主人公に便利なメカをくれたり、アドバイスをしてくれる。
マダム・エドワルダ
PS限定キャラクター。物語冒頭、主人公の夢の中で面接をしている。
トモちゃん
主人公の友達。良き相談相手であり、アドバイスをしてくれる。
アスカ
永寿堂出版の雑誌「ファッションメイカー」の編集者。電話で広告の依頼を受けている。メガネをかけたキャリアウーマン。
C.F.ワース
モデルエージェンシーの経営者。電話をするとモデルを派遣してくれる。台詞の前に「ん」をつけて喋る。
ミシェル
アトリエ・デコデールの経営者。インテリアのコーディネートを手掛けている。
スペース
人材派遣のスペース・エージェンシーを経営している。電話をすると店員を紹介してくれる。色黒のマッチョ。
エディ
レコードを変更する時に現れるノリノリDJ。寂しがり屋な一面もある。
バベッヂさん
アトリエのパーソナルコンピューター。売上や利益などを管理している。PS版では関西弁を喋る。
ポストマン
郵便物を届けている。突如空から降りてくる。
ピエール26世
詩人。時々プレイヤーの前に現れ、うんちく混じりの詩を朗読する。
キロヨン
店にいる客の1人にプレイヤーの着ている服をすすめるカエル。
ザ・テンペスツ
人気のロックミュージシャン。メンバーはギター＆ボーカルのシャーロット、ベースのエミリー、ドラムのアン。オニガワラという男に追いかけられている。
カメラマン
フランケ（カメラマン）とハイデケ（フラッシュマン）のコンビ。ストリートで雑誌のモデルを探しては撮影している。
おすずさん
ストリートに突如現れ、「正しい服装をするザマス」と通行人の服を脱がせては去っていく。たまに褒めることもある。
さくらこさん
映画などで活躍する人気女優。CDも出している。
こーでねーとオジサン
ウエスタン風の服を着たオジサン。店に来ては「こーでねーと」と言いながら勝手に客の服をコーディネートする。
メフィストフェレス
小悪魔。時々店にやって来てイタズラしては帰っていく。
エクソシスト
店内の客に扮している。メフィストフェレスが悪さをしようとすると名乗り出るが、出現頻度は低め。
バルト
たまに店にやってきては店内全ての服を大人買いするお金持ち。
カンコドリ
店内に客がいないと「カーカー」と鳴きながら飛んでやってくる。客がいない状態が続くと2匹3匹と増えていく。